# Грин, Этьенн
Этьенн Грин (англ. Etienne Green; род. 19 июля 2000, Колчестер) — английский футболист, вратарь клуба «Бернли».

## Клубная карьера
Грин родился во Англии в семье англичанина и француженки; в возрасте четырёх лет с семьёй переехал во Францию. С 2006 по 2009 год выступал за молодёжную команду клуба «Вош» (фр. ES Veauche), а в 2009 году стал игроком футбольной академии «Сент-Этьена». В июне 2020 года подписал свой первый профессиональный контракт. 4 апреля 2021 года дебютировал в основном составе «Сент-Этьена» в матче против «Нима», в котором смог взять пенальти и сохранил свои ворота «сухими».

## Карьера в сборной
В мае 2021 года получил вызов в сборную Франции до 21 года. 31 мая 2021 года был включён в заявку французов на матч против сборной Нидерландов, но на поле не вышел.
В августе 2021 года объявил о решении представлять Англию. 27 августа 2021 года получил свой первый вызов в сборную Англии до 21 года. 11 октября 2021 года дебютировал за молодёжную сборную Англии в матче против Андорры.